# New York Nets 1976-1977
La stagione 1976-77 dei New York Nets fu la 1ª nella NBA per la franchigia.
I New York Nets arrivarono quinti nella Atlantic Division della Eastern Conference con un record di 22-60, non qualificandosi per i play-off.

## Roster
| N° | Naz.                   | Ruolo | Sportivo            | Anno | Alt. | Peso |
| -- | ---------------------- | ----- | ------------------- | ---- | ---- | ---- |
| 1  | Stati Uniti (bandiera) | G     | Nate Archibald      | 1948 | 185  | 68   |
| 10 | Stati Uniti (bandiera) | A     | Bob Love            | 1942 | 203  | 98   |
| 11 | Stati Uniti (bandiera) | A     | Rudy Hackett        | 1954 | 206  | 95   |
| 11 | Stati Uniti (bandiera) | G     | Bubbles Hawkins     | 1954 | 193  | 86   |
| 12 | Stati Uniti (bandiera) | A     | Chuck Terry         | 1950 | 198  | 98   |
| 15 | Stati Uniti (bandiera) | G     | Dave Wohl           | 1949 | 188  | 84   |
| 20 | Stati Uniti (bandiera) | GA    | Jan van Breda Kolff | 1951 | 201  | 88   |
| 21 | Stati Uniti (bandiera) | AC    | Tim Bassett         | 1951 | 203  | 102  |
| 23 | Stati Uniti (bandiera) | G     | John Williamson     | 1951 | 188  | 84   |
| 30 | Stati Uniti (bandiera) | G     | Al Skinner          | 1952 | 191  | 86   |
| 31 | Stati Uniti (bandiera) | A     | Mel Davis           | 1950 | 198  | 100  |
| 31 | Stati Uniti (bandiera) | AC    | Larry McNeill       | 1951 | 206  | 88   |
| 33 | Stati Uniti (bandiera) | AC    | Rich Jones          | 1946 | 198  | 100  |
| 34 | Stati Uniti (bandiera) | C     | Mel Daniels         | 1944 | 206  | 100  |
| 35 | Stati Uniti (bandiera) | C     | Kim Hughes          | 1952 | 211  | 100  |
| 40 | Stati Uniti (bandiera) | AC    | Jim Fox             | 1943 | 208  | 104  |
| 40 | Stati Uniti (bandiera) | AC    | Earl Williams       | 1951 | 201  | 104  |
| 42 | Stati Uniti (bandiera) | AC    | Mike Bantom         | 1951 | 206  | 91   |

## Staff tecnico
- Allenatore: Kevin Loughery
- Vice-allenatore: Rod Thorn